# チャリング・クロス駅
チャリング・クロス駅（英語: Charing Cross station）は、ロンドン中心部のウエストミンスターにあるターミナル駅である。プラットフォームは3面6線で比較的小規模だが、運行本数が多く忙しい駅である。列車は出発するとすぐにテムズ川のハンガーフォード橋を渡り、ウォータールー・イースト駅に入線する。
駅名は地名のチャリング・クロスから来ている。駅正面はストランド通りに面している。駅の南はイギリスの政府機関が集まるホワイトホール である。
ネットワーク・レールの管理する18駅のうちの1つで、列車運行はサウスイースタンが担っている。

## 歴史

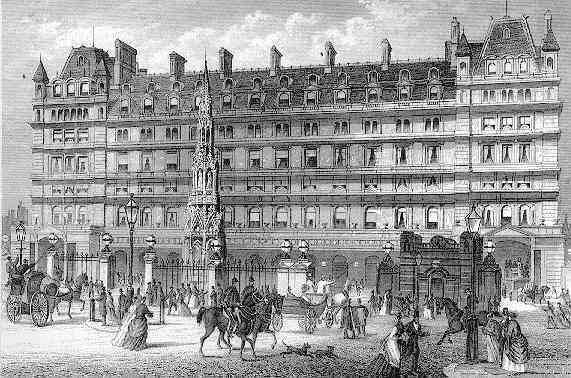
19世紀のチャリング・クロス駅舎のイラスト。上層階はチャリング・クロス・ホテル。

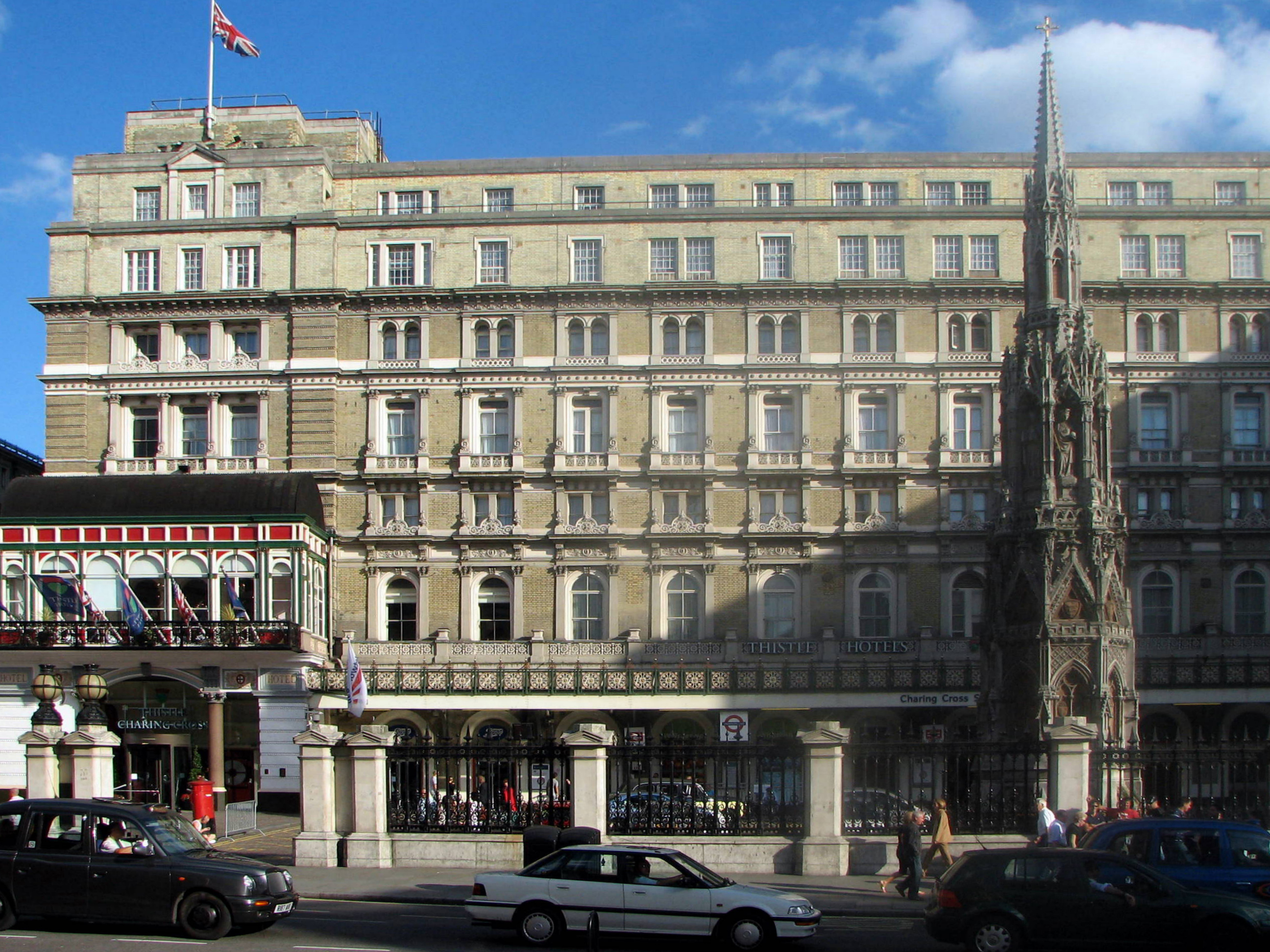
現在のチャリング・クロス駅：グアマンホテルとレアノールの十字架のレプリカ

当初の駅舎はサウス・イースタン鉄道によりハンガーフォード・マーケットの地に建設され、1864年1月11日に開業した。駅の設計はジョン・ハークショーで、比較的狭い場所に1枚の錬鉄製の屋根が6線のプラットフォームを覆っていた。この時代の屋根の曲線は、現在でも構内の煉瓦に見ることができる。1年後の1865年5月15日、エドワード・ミドルトン・バリー設計のチャリング・クロス・ホテルが開業し、フレンチ・ルネッサンス様式の華麗な駅舎が完成した。
このとき、レアノールの十字架のレプリカが駅正面に建てられた。この塔は元々は1291年にホワイトホールに建てられ、チャリング・クロスの語源にもなったが、1647年に撤去され、1675年にチャールズ1世像が建てられた。現在、この像はロンドンの道路元標となっている。
1905年12月5日に大屋根が崩落する事故があった。この時、屋根は補修工事中で、作業員が異常に気付き列車の運行を停止したため、幸いにも死者は6人（天井にいた2人の作業員、1人の売店員、道路にいた3人の通行人）にとどまった。駅は1906年3月19日に再開業した。
第二次世界大戦中に爆撃の損傷を受けたステイションホテルの優雅なマンサード屋根は撤去され、平坦なネオ・ジョージアン様式の白い煉瓦によって再建された。
1980年代にプラットフォームの上部は、テリー・ファレルの設計したポストモダン様式のオフィスと店舗の複合施設であるエンバンクメント・プレイスによって覆われた。現在この複合施設にはプライスウォーターハウスクーパースが入居している。
2002年には名探偵コナン ベイカー街の亡霊にも登場した。

## 運行情報

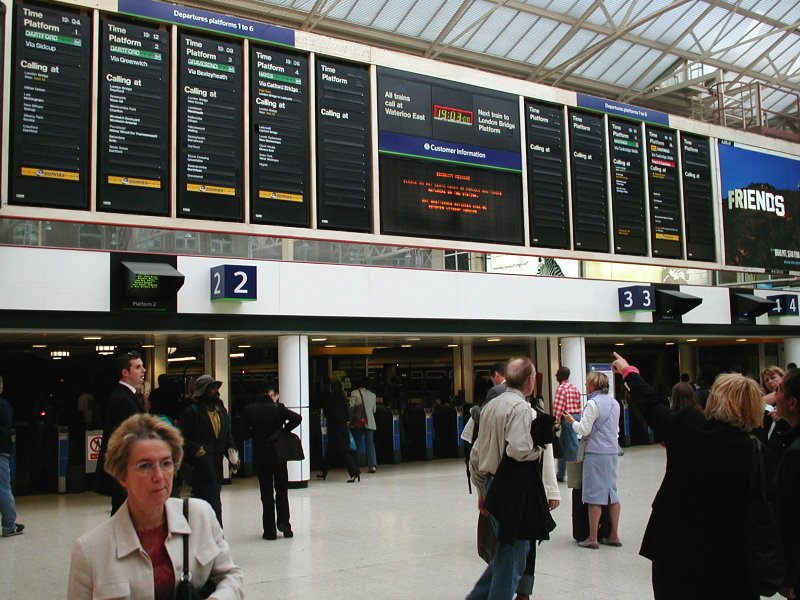
駅のコンコース

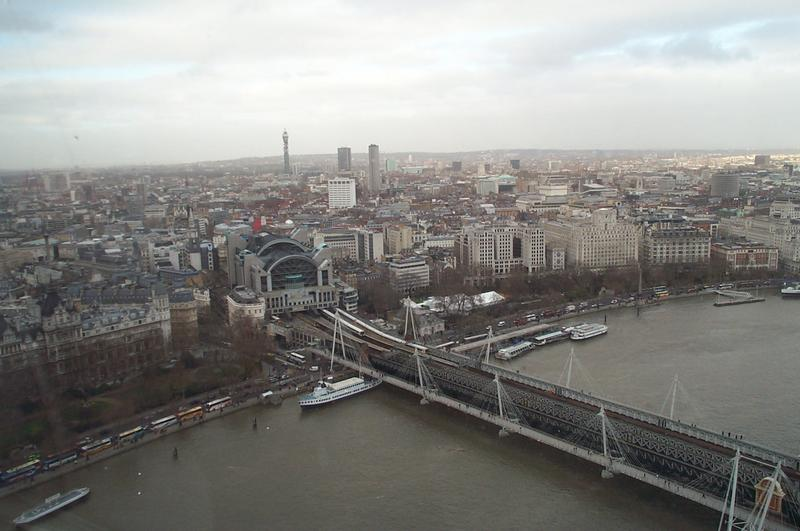
チャリング・クロス駅を出発しテムズ川を渡る列車

オフ・ピーク時は毎時18本の出発がある。本駅からの典型的なオフ・ピーク時の運行情報を以下に示す。
サウスイースタン
- 2本 ダートフォード行き（ベクスリーヒース経由）
- 2本 グレイブズエンド行き（シドカップ経由）
- 2本 ジリンガム行き（ルイシャムおよびウーウィッチ・アーセナル経由）
- 2本 ヘイズ行き
- 2本 セブンオークス行き（オーピントン経由）
- 2本 ヘイスティングス行き（タンブリッジ・ウェルズ経由）
- 1本 ドーバー・プライアリ行き（アシュフォード国際経由）
- 1本 ラムズゲイト行き（アシュフォード国際およびカンタベリー・ウェスト経由）

## 接続
チャリング・クロス駅の両端にはそれぞれロンドン地下鉄の駅がある。チャリング・クロス駅とエンバンクメント駅である。
当初は現在のエンバンクメント駅がチャリング・クロス駅と呼ばれ、現在のチャリング・クロス駅はベーカールー線がトラファルガー広場駅、ノーザン線がストランド駅という名称だった。1979年に ジュビリー線の新駅開業によって両者が繋がり、現在の駅名となった。ストランド駅とトラファルガー広場駅はエンバンクメント駅よりも近いため、駅名変更が承認された。短い期間、各駅は「チャリング・クロス・エンバンクメント」、「チャリング・クロス・ストランド」という標識を掲げていた。1999年の ウェストミンスター駅やテムズ川の南方へ向かうジュビリー線延伸以降、ジュビリー線のプラットフォームは使われていない。

## 隣の駅
ナショナル・レール
■サウスイースタン
サウス・イースタン本線
チャリング・クロス駅 - ウォータールー・イースト駅